# Strażnica WOP Złatna
Strażnica Wojsk Ochrony Pogranicza Złatna – zlikwidowany podstawowy pododdział Wojsk Ochrony Pogranicza pełniący służbę graniczną na granicy polsko-czechosłowackiej.

## Formowanie i zmiany organizacyjne
Strażnica została sformowana w 1945 w strukturze 43 komendy odcinka Rajcza jako 196 strażnica WOP (Złatna) o stanie 56 żołnierzy. Kierownictwo strażnicy stanowili: komendant strażnicy, zastępca komendanta do spraw polityczno-wychowawczych i zastępca do spraw zwiadu. Strażnica składała się z dwóch drużyn strzeleckich, drużyny fizylierów, drużyny łączności i gospodarczej. Etat przewidywał także instruktora do tresury psów służbowych oraz instruktora sanitarnego.
W związku z reorganizacją oddziałów WOP, 24 kwietnia 1948 196 strażnica OP Złatna została włączona w struktury 57 batalionu Ochrony Pogranicza w Żywcu, a 1 stycznia 1951 34 batalionu WOP w Żywcu.
Od 15 marca 1954 wprowadzono nową numerację strażnic. Strażnica WOP Złatna II kategorii otrzymała nr 201 w skali kraju.
W 1956 rozpoczęto numerowanie strażnic na poziomie brygady. Strażnica II kategorii Złatna była 15 w 3 Brygadzie Wojsk Ochrony Pogranicza w Nowym Sączu.

## Ochrona granicy
Rozwinięta górska strażnica lądowa WOP Złatna.

## Wydarzenia
- 1956 – koniec czerwca, początek lipca w okresie tzw. „Wypadków poznańskich”, przy linii granicznej i w strefie działania, odnajdywano pakunki zawierające ulotki z tzw. „bibułą”, przytwierdzone do balonów leżących na ziemi[7]. W związku z masowością zjawiska, żołnierze otrzymali zezwolenie na użycie broni, celem zestrzelenia nisko przelatujących balonów (nawet jeśli znajdowały się na terytorium czechosłowackim, ale w zasięgu ognia – to samo czynili pogranicznicy czechosłowaccy)[8].

## Strażnice sąsiednie
- 195 strażnica WOP Korbielów ⇔ 197 strażnica WOP Glinka – 1946
- 195 strażnica OP Korbielów ⇔ 197 strażnica OP Soblówka – 1949
- 200 strażnica WOP Korbielów ⇔ 202 strażnica WOP Soblówka – 1954
- 14 strażnica WOP Korbielów I kategorii ⇔ 16 strażnica WOP Soblówka II kategorii – 1956.

## Komendanci/dowódcy strażnicy
- por. Kazimierz Majszyk (do 9.01.1947)[9].